# Aydın Toscalı
Aydın Toscalı (ur. 14 sierpnia 1980 w Aydın) – turecki piłkarz występujący na pozycji obrońcy. Zawodnik klubu Mersin İdman Yurdu.

## Kariera klubowa
Toscalı seniorską karierę rozpoczynał w 2000 roku w Aydınsporze. W 2001 roku przeszedł do Muğlasporu z 3. Lig. Po roku trafił do ekipy Tarsus İdman Yurdu występującej w 2. Lig. Występował przez 3 lata.
W 2005 roku podpisał kontrakt z Kayserisporem grającym w Süper Lig. W tych rozgrywkach zadebiutował 30 października 2005 roku w wygranym 1:0 pojedynku z Konyasporem. 17 lutego 2008 roku w wygranym 3:1 spotkaniu z Gaziantepsporem strzelił pierwszego gola w Süper Lig. W tym samym roku zdobył z klubem Puchar Turcji. W Kayserisporze Toscalı spędził 5 lat.
W 2010 roku odszedł do zespołu MKE Ankaragücü, także występującego w Süper Lig. Pierwszy ligowy mecz zaliczył tam 15 sierpnia 2010 roku przeciwko Trabzonsporowi (0:2). W 2012 roku przeszedł do Mersin İdman Yurdu.

## Kariera reprezentacyjna
W reprezentacji Turcji Toscalı zadebiutował 7 lutego 2007 roku w przegranym 0:1 towarzyskim meczu z Gruzją.